# Changüí

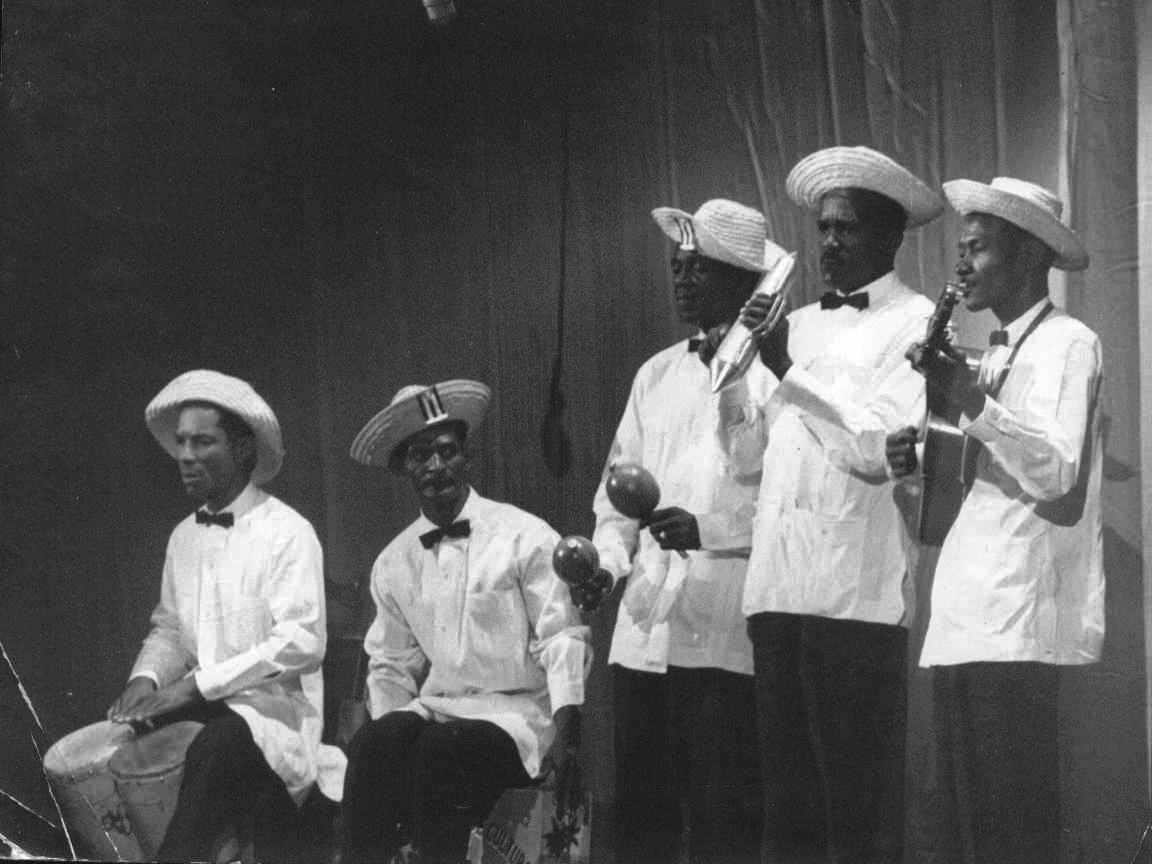
Le Grupo Changüí de Guantánamo lors d'un festival folklorique national à La Havane, 1962

Le changüí est un genre musical né vers 1860 dans la partie orientale de Cuba, musique des cumbanchas (fêtes paysannes) dans les montagnes, aux origines bantoues. [réf. souhaitée] 

Ses instruments : le tres, la marimbula, les maracas, le güiro (ou guayo, rape à légumes en métal, frottée avec une baguette) et le bongo.

Il est l'ancêtre du son.
Selon Fernando Ortiz, la lexie provient du mot congo quissangüi qui signigie danse « accompagnée de chant ». Il précise toutefois que changüí signifie « déception » ou « trahison » en gitan et « farce » ou « blague » dans l'espagnol courant.
À Cuba, le mot changüí désigne aussi la marimbula.
À Manzanillo ce rythme est appelé bunga.